# Toward the Terra
Toward the Terra, originaltitel Terra e, är en japansk science fiction-film från 1980 som bygger på en manga-serie med samma namn av Keiko Takemiya. 

## Handling
Jordens atmosfär är nedsmutsad, fiskarna i haven har dött. Befolkningen som överlevt atomkrigen har lämnat jorden för att Jorden ska få en chans att återhämta sig. I en avlägsen framtid där människan har koloniserat planeter runt andra stjärnor än Solen, kontrolleras livet av superdatorer. En ras med psykiska förmågor, Mu, har uppstått, och människorna är rädda för att de ska utrota mänskligheten. Mu höll sig dolda och försöker att rädda så många Mu-barn som möjligt innan de elimineras, men nu har Mu bara en längtan - att återvända hem.